# 王偉丞
王偉丞（1999年8月7日—）為臺灣男子籃球運動員，場上位置為後衛，現效力於超級籃球聯賽臺灣銀行。王偉丞就讀豐陽國中時與林俊恩和鍾凱聖被稱作「豐陽三劍客」，之後三人一同進入青年高中，高二以場均4.8次助攻收下104學年度高中籃球聯賽助攻王，高三則以4.22次抄截奪下105學年度高中籃球聯賽抄截王，高中畢業後升學至國立高雄師範大學，2021年7月在P. LEAGUE+新人選秀會第二輪被福爾摩沙台新夢想家相中，之後選擇放棄加盟夢想家，2021年8月超級籃球聯賽新人選秀會第一輪獲得臺灣銀行青睞。2022年夏天入選中華培訓隊參加BE HEROES籃球經典賽與跨聯盟籃球邀請賽。2023年夏天代表中華白隊參加威廉瓊斯盃籃球賽。

## 外部連結
- 王偉丞在Eurobasket.com（球員）（英语）
- 王偉丞在Flashscore（英语）